# HD11905
HD11905 — хімічно пекулярна зоря спектрального класу B9, що має видиму зоряну величину в смузі V приблизно 6,8.
Вона  розташована на відстані близько 1289,2 світлових років від Сонця.

## Пекулярний хімічний вміст
HD11905 належить до ртутно-манганових зір й її зоряна атмосфера має підвищений вміст Hg та Mn.